# Rita Ottervik
Rita Irene Ottervik (11 de setembre de 1966, Hitra) és una política noruega del Partit Laborista, actual alcaldessa de Trondheim des del 2003.